# Bloque de hormigón

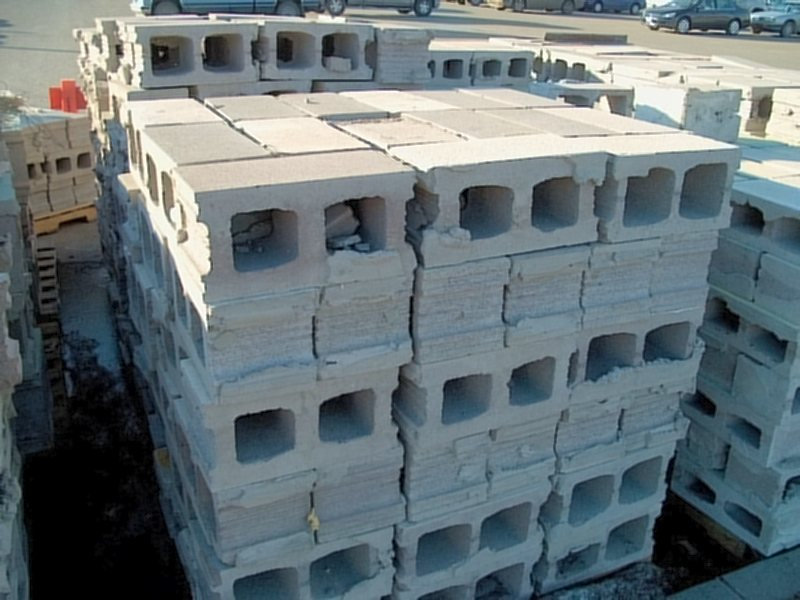
palé de bloques de hormigón.

Un bloque de hormigón es un mampuesto prefabricado, elaborado con hormigones finos o morteros de cemento, utilizado en la construcción de muros y paredes.
Los bloques tienen forma prismática, con dimensiones normalizadas, y suelen ser esencialmente huecos.
Sus dimensiones habituales en centímetros son 15×20×40, 25×20×40, 10×20×40, 20×20×40.

## Proceso de fabricación
Los bloques se fabrican vertiendo una mezcla de cemento, arena y agregados pétreos (normalmente calizos) en moldes metálicos, donde sufren un proceso de vibrado para compactar el material. Es habitual el uso de aditivos en la mezcla para modificar sus propiedades de resistencia, textura o color. La resistencia de cada tipo de bloque está sujeta al código de edificación de cada país; por ello es importante el proceso de dosificación óptimo.

## Tipos

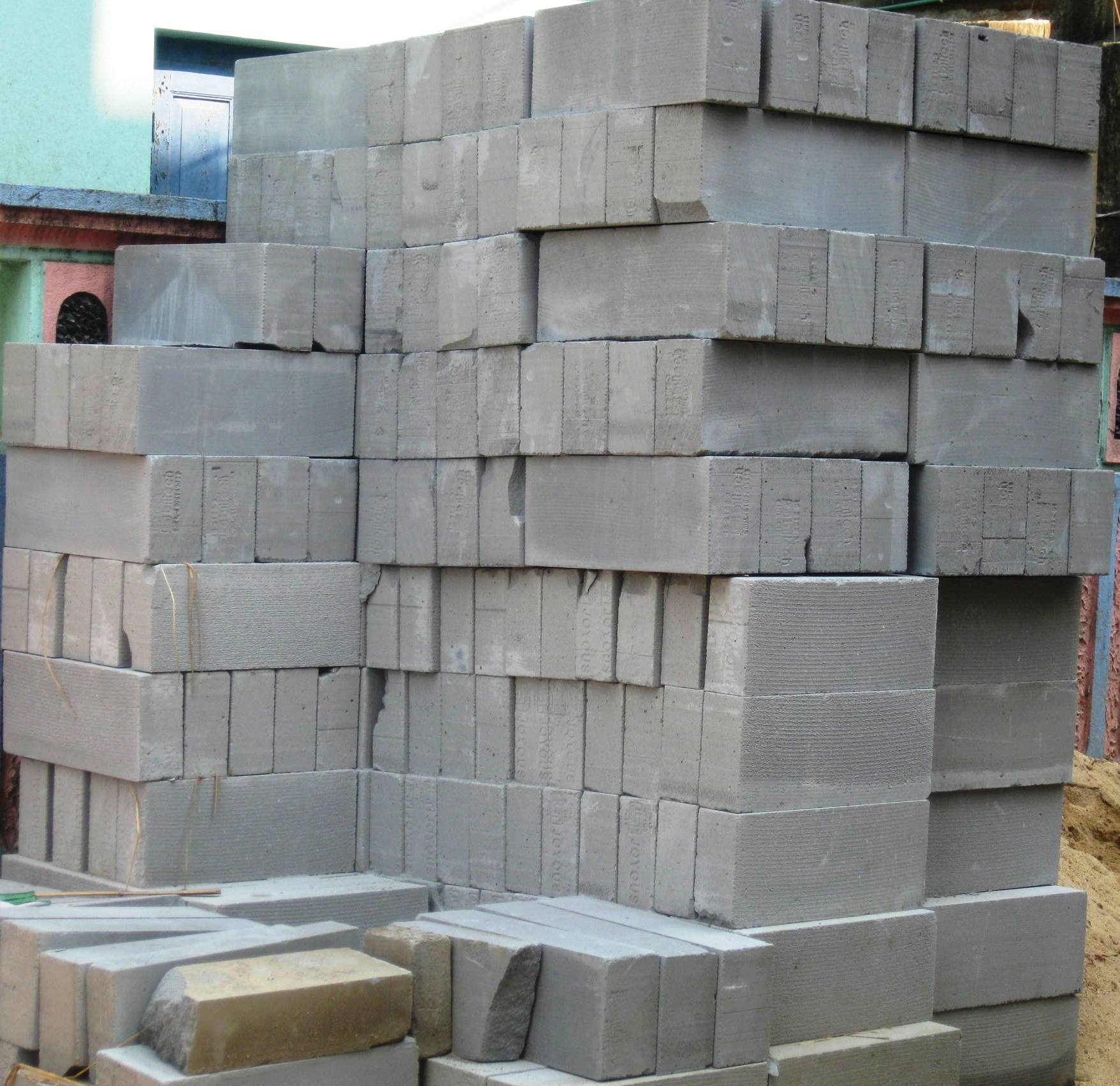
Bloques de mampostería de hormigón

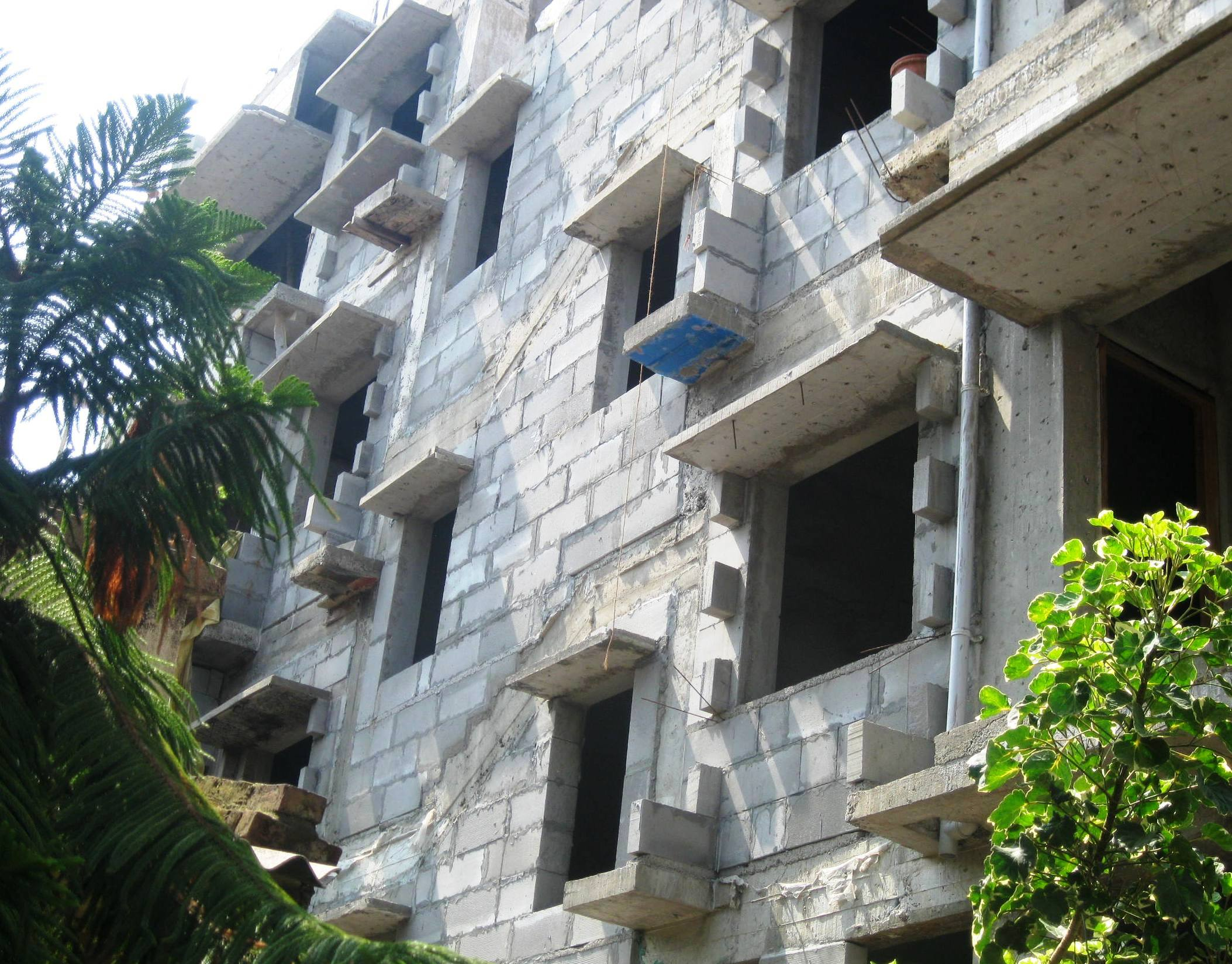
Un edificio construido con bloques de mampostería de hormigón.

Al ser un material prefabricado, pueden existir tantos modelos de bloque de hormigón como fabricantes existan en el mercado. Se enumeran aquí las tipologías más representativas:
- De gafa: son el modelo más común. Deben ser posteriormente revestidos con algún tratamiento superficial (normalmente enlucidos en paramentos interiores, y enfoscados en los exteriores). También se emplean con los huecos en horizontal, para crear celosías que no impidan totalmente la visión o el paso de aire con el exterior.[3]
- Multicámara: sus huecos internos están compartimentados. Estos bloques se utilizan frecuentemente cuando se pretende construir una pared de una sola hoja. Las divisiones internas aíslan el aire en distintas cámaras, por lo que aumentan el aislamiento de la pared. Son similares en concepto a los bloques de termoarcilla.
- De carga: son más macizos, y se emplean cuando el muro tiene funciones estructurales (esto es: cuando soporta el forjado superior)
- Armados: diseñados como encofrado perdido de muros macizos de hormigón. Presentan rebajes interiores para apoyar la armadura de acero.
- Cara vista: son bloques con al menos una de las caras especialmente preparadas para no precisar revestimiento.
- En U: se emplean como zunchos para cubrir cantos de forjado, o para crear dinteles.

Los muros de bloque se construyen de forma similar a los de ladrillo, uniéndose las hiladas con mortero. Sin embargo, debido al mayor grosor de estas piezas, es relativamente frecuente que los muros compuestos por bloques de hormigón actúen como muros de carga en pequeñas edificaciones de una o dos plantas. En estos casos, los muros se suelen reforzar con armaduras de en forma de cercha plana de acero específicas para fábricas de ladrillo y bloque. Estas armaduras reciben habitualmente el nombre de armaduras Murfor, por ser este su fabricante principal.